# Supapă de siguranță

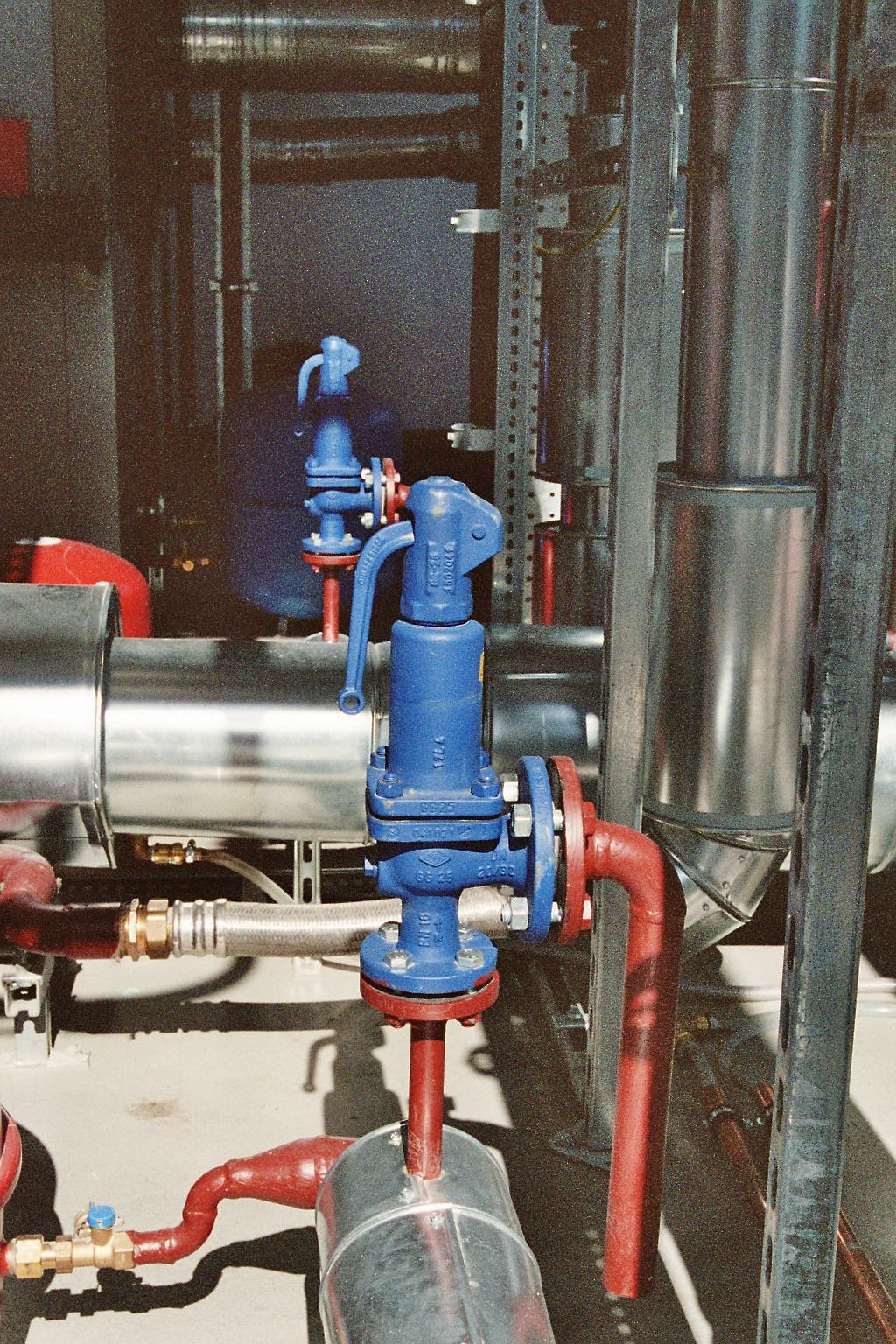
Supapă de siguranță

Supapa de siguranță este o armătură care deschide, la o anumită presiune, un circuit aflat sub presiune. Rolul supapei de siguranță este de a proteja instalațiile sub presiune, deschizându-se automat la atingerea presiunii maxime prescrise și descărcând o anumită cantitate de fluid până când presiunea din instalație ajunge la valoarea normală.
Capacitatea de evacuare a supapelor de siguranță ține seama de prescripțiile din normativele specifice utilajelor. Astfel, capacitatea și numărul supapelor de siguranță se va alege în așa fel încât să excludă posibilitatea creșterii presiunii în recipient cu mai mult de 10% față de presiunea mnaximă admisibilă de lucru. Fiecare recipient sau compartiment sub presiune trebuie să fie protejat cu cel puțin o supapă sau dispozitiv de siguranță. La cazane, trebuie să existe cel puțin două supape de siguranță care să acționeze independent. Supraîncălzitoarele de abur trebuie echipate cu supape de siguranță proprii.
Supapele de siguranță sunt destinate domeniilor în care sunt utilizate echipamente sub presiune, cum ar fi:
- aer comprimat;
- cazane de apă caldă sau abur;
- rezervoare fixe sau mobile;
- gaze tehnice industriale;
- utilaje pentru chimie și farmacie;
- utilaje în industria alimentară, vinificație, băuturi;
- mașini pentru tratarea apei;
- criogenie:
- alte echipamente sub presiuni înalte.

Supapele de siguranță pot fi cu descărcare în aer sau descărcare în rețea și pot avea următoarele caracteristici:
- dimensiuni;
- presiunea maximă la care sunt deschise;
- conexiuni standard: BSPP, BSPT, NPT, TRI-CLAMP, DIN, SMS (conexiuni speciale sau flanșe pot fi realizate după caz);
- dispozitive de operare și control: bucșă filetată, levier, acționare pneumatică.

Cum funcționează o supapă de siguranță
O supapă de siguranță este proiectată să se deschidă automat pentru a elibera presiunea excesivă atunci când aceasta depășește o anumită valoare prestabilită, numită presiune de deschidere. Când presiunea scade sub această valoare, supapa se închide din nou. Componentele principale ale unei supape de siguranță sunt:
- Corpul supapei – conține orificiile de intrare și ieșire pentru fluid
- Disc de siguranță – se deschide pentru a elibera presiunea
- Arc de compresiune – menține discul închis până când presiunea de deschidere este atinsă
- Șurub de reglare – pentru ajustarea presiunii de deschidere
- Garnituri de etanșare – previn scurgerile de fluid

Tipuri de supape de siguranță. 
Există mai multe tipuri de supape de siguranță, inclusiv:
- Supape de siguranță cu arc – cele mai comune, folosesc un arc de compresiune
- Supape de siguranță cu pârghie și contragreutate – folosesc o contragreutate în loc de arc
- Supape de siguranță cu „pilot” – deschiderea este controlată de un sistem auxiliar
- Supape de siguranță cu disc ruptibil – folosesc un disc proiectat să se rupă la o anumită presiune.

Standarde și reglementări
Proiectarea, fabricarea și testarea supapelor de siguranță trebuie să respecte standarde precum ASME VIII sau EN ISO 4126. De asemenea, instalarea și întreținerea lor sunt reglementate prin coduri și standarde specifice.În România, supapele de siguranță trebuie să respecte prescripția tehnică ISCIR PT C7-2010. Verificarea lor periodică este obligatorie și trebuie efectuată de persoane juridice autorizate ISCIR.Urmând instrucțiunile producătorului și standardele în vigoare, supapele de siguranță asigură protecția sistemelor împotriva suprapresiunii periculoase.
Diagnoza defectelor si implementarea de tehnici de diagnosticare in supapele de siguranță sunt parte din asigurarea funcționării corecte a supapelor de siguranță industriale, care este vitală pentru menținerea unui mediu de lucru sigur și eficient. Diagnosticarea timpurie a defectelor poate juca un rol crucial în acest sens.
Tehnici de Diagnosticare
1. Analiza Vibrațiilor: Analiza vibrațiilor este o tehnică esențială pentru identificarea problemelor potențiale în supapele industriale. Prin monitorizarea și analiza pattern-urilor de vibrații, este posibilă detectarea unor defecțiuni precum uzura excesivă sau alinierea incorectă, înainte de a provoca probleme majore.
2. Monitorizarea Acustică: Monitorizarea acustică este o altă metodă eficientă de diagnosticare. Variațiile în semnalele acustice emise de supapele de siguranță industriale pot indica defecțiuni precum scurgeri sau obstrucții.
3. Inspecția Visuală și Testarea Non-Distructivă: Inspectarea vizuală și testarea non-distructivă, inclusiv testarea cu ultrasunete și radiografia, oferă o evaluare detaliată a stării fizice a supapelor de siguranță.

Instrumente de Diagnosticare
1. Senzori de Vibrații și Acustici: Senzorii moderni de vibrații și acustici furnizează date cruciale pentru diagnosticarea timpurie a defecțiunilor în supapele industriale, transmițând datele către sistemele de monitorizare centralizate.
2. Echipamente de Testare Non-Distructivă: Utilizarea echipamentelor de testare non-distructivă, cum ar fi aparatele de testare cu ultrasunete și echipamentele de radiografie, sunt cruciale pentru evaluarea integrității structurale a supapelor de siguranță industriale.
3. Software de Analiză: Software-urile de analiză avansate procesează datele colectate, furnizând diagnoze precise și recomandări pentru acțiuni corrective.

Beneficii
1. Reducerea Costurilor de Întreținere: Diagnosticarea timpurie a defectelor în supapele de siguranță poate economisi semnificativ costurile de întreținere, prevenind deteriorarea ulterioară.
2. Prelungirea Duratei de Viață a Echipamentelor: Diagnosticarea și remedierea promptă a defectelor contribuie la prelungirea duratei de viață a supapelor industriale și a echipamentelor asociate.
3. Optimizarea Performanței: Monitorizarea continuă și diagnosticarea precisă asigură performanța optimă a supapelor de siguranță industriale, conformându-se în același timp cu normele de siguranță.

Prin integrarea tehnicilor moderne de diagnosticare și a instrumentelor adecvate, industria poate face pași mari către un mediu de lucru mai sigur și mai eficient. Abordarea proactivă a diagnosticării defectelor în supapele de siguranță nu numai că optimizează costurile de operare, dar contribuie și la creșterea productivității și la îmbunătățirea siguranței la locul de muncă